# Bertil Bengtsson
Torsten Bertil Bengtsson, född 13 maj 1926 i Göteborg, är en svensk jurist. Han är professor i civilrätt och var justitieråd 1977–1993.

## Biografi
Bertil Bengtsson föddes som son till bankdirektören Thorsten Bengtsson och Asta, född Lundgren. Bengtsson studerade vid Uppsala universitet där han blev fil. kand. 1946, jur. kand. 1950, jur. lic. 1959 samt jur. dr och docent 1960. Han disputerade på avhandlingen Om ansvarsförsäkring i kontraktsförhållanden. Bengtsson arbetade vid en advokatbyrå 1950–1951, gjorde tingstjänstgöring 1951–1953, var fiskalsaspirant i Hovrätten för Västra Sverige 1953–1954 och fiskal och adjungerad ledamot i hovrätten samt hade domartjänster i olika underrätter 1954–1956. Han blev preceptor i civilrätt 1962, var tillförordnad revisionssekreterare 1967–1968, professor i civilrätt vid Stockholms universitet 1968–1973 och vid Uppsala universitet 1974–1977. Bengtsson var justitieråd 1977–1993. Han blev adjungerad professor vid Luleå tekniska universitet 1993.
Bengtsson utnämndes till juris hedersdoktor vid Köpenhamns universitet 1988, Helsingfors universitet 1990, Universitetet i Oslo 1991 och Universitetet i Bergen 1996. Han blev ledamot av Kungliga Vetenskapssamhället i Uppsala 1977, Kungliga Vetenskapsakademien 1983 och Det Norske Videnskaps-Akademi 1989. Bengtsson har förärats två festskrifter: vid pensioneringen från HD 1993 och på 90-årsdagen 2016.
Bengtsson har i ett mycket omfattande författarskap behandlat civilrättsliga frågor, främst inom skadestånds- och försäkringsrätten, men även inom miljörätten, fastighetsrätten, bostadshyresrätten och offentliga rätten, samt deltagit i lagstiftningsarbete. Han är fortfarande aktiv inom såväl författarskap som lagstiftningsfrågor och undervisning. Senast utkomna verk är Grundlagsskydd för egendom och näringsverksamhet (2024) och Företagsförsäkring (2024), det senare i samarbete med Harald Ullman. Såvitt känt har Bengtsson senast undervisat en kurs vid juridisk institution under våren 2018, då han deltog som seminarieledare vid Stockholms universitets kurs försäkringsrätt.

## Bertil Bengtsson-Priset
År 2006 inrättade Försäkringsjuridiska föreningen Bertil Bengtsson-Priset för att hedra honom på 80-årsdagen. Priset delas ut vart tredje år och Bengtsson själv blev dess första mottagare 2006.

## Priser och utmärkelser
- Kommendör med stora korset av Nordstjärneorden (KmstkNO), 30 april 2025. [4]
- H.M. Konungens medalj i guld av 12:e storleken i serafimerblått band, Kon:sGM12mserafb (2011)
- Illis quorum meruere labores i guld av 8:e storleken,GMiq8 (1999)